# Win a Date with Tad Hamilton!
Win a Date with Tad Hamilton! is een Amerikaanse romantische komedie uit 2004 van Robert Luketic met Josh Duhamel in de titelrol en met verder onder meer Kate Bosworth en Topher Grace.

## Verhaal
Acteur Tad Hamilton (Josh Duhamel) brengt door zijn losbandige gedrag zijn carrière in gevaar. Om zijn imago wat op te vijzelen wordt er een wedstrijd georganiseerd waarvan de prijs een avondje uit met hem is. Deze wordt gewonnen door supermarktmedewerkster Rosalee (Kate Bosworth), op wie haar collega Pete (Topher Grace) een oogje heeft.

## Rolverdeling
| Acteur           | Personage                  | Opmerkingen                               |
| ---------------- | -------------------------- | ----------------------------------------- |
| Josh Duhamel     | Tad Hamilton               | acteur                                    |
| Kate Bosworth    | Rosalee Futch              | medewerkster van Piggly Wiggly-supermarkt |
| Topher Grace     | Pete Monash                | collega van Rosalee                       |
| Ginnifer Goodwin | Cathy Feely                | collega van Rosalee                       |
| Gary Cole        | Henry Futch                | vader van Rosalee                         |
| Nathan Lane      | Richard Levy the Driven    |                                           |
| Sean Hayes       | Richard Levy the Shameless |                                           |
| Kathryn Hahn     | Angelica                   | barvrouw                                  |
| Amy Smart        | Betty                      | verpleegkundige                           |
| Octavia Spencer  | Janine                     |                                           |